# Nationalmuseum von Bhutan
Das Nationalmuseum von Bhutan (englisch National Museum of Bhutan) ist das Nationalmuseum des Königreich Bhutan. Es befindet sich östlich des Paro Chhu in Paro im gleichnamigen Distrikt im Westen des Landes. 
Das Nationalmuseum wurde 1968 im renovierten und 1649 errichteten Ta-dzong, dem mit 22 Meter höchsten Gebäude des Landes, eröffnet. Es liegt oberhalb des Paro-Dzong (Rinpung-Dzong).
Es zeigt vor allem Kulturgüter, darunter bhutanesische Kunst. Insgesamt werden mehr als 3000 Gegenstände ausgestellt, die bis zu 1500 Jahre zurück reichen. Zudem gibt es eine naturgeschichtliche Abteilung.